# Jirka Letzin
Jirka Letzin (* 8. Februar 1971 in Neubrandenburg) ist ein ehemaliger deutscher Rücken- und Lagenschwimmer.
Seinen ersten größeren Titel gewann er 1994 bei den Sprintschwimmeuropameisterschaften 1994 auf der Kurzbahn im norwegischen Stavanger über 50 m Rücken in 25,47 s. Bei Schwimmeuropameisterschaften erreichte er in Einzelwettbewerben mehrere zweite Plätze. Er war Mitglied der deutschen Mannschaft bei Olympia 2000 in Sydney und belegte über 400 m Lagen den 9. Platz. Im Jahr 2001 war er Weltcup-Gesamtsieger über 100, 200 und 400 m Lagen.
Seine Vereine waren ab 1977 die BSG Aufbau Neubrandenburg, 1982 SC Empor Rostock, 1992 SG Warnow Rostock und ab 1997 SC DHfK Leipzig.